# Увеа (королевство)
Увеа  (уолл. ʻUvea, фр. Royaume coutumier de Uvea) — одно из трёх официальных вождеств французской территории Уоллис и Футуна (два других — Сигав и Ало) в Океании.

## География

### Обзор
Увеа охватывает весь Уоллис и окружающие острова. Общая площадь королевства составляет 96 км2 с населением 8 333 человек, проживающих в трёх округах. Столица и самая большая деревня — Мата-Уту, расположенная на восточном побережье, имеет население 1029 человек.

### Административное деление
Вождество насчитывает 3 района и 21 муниципалитет.

## История
Увеа, вероятно, была заселена полинезийцами с XV века нашей эры и тогда была частью Тонганской империи. Два археологические места Талитюму и Тонга-Тото являются останками того периода.
Считается, что королевство Увеа основано в XV веке, монарха называли Туи Увеа (король).
5 апреля 1887 года остров стал французским протекторатом после того, как королева Амелия Токагахахау Алики подписала договор с Францией, но сохранила свои королевские полномочия.
В 1888 году Сигав и Ало также подписали договор с Францией, создав «протекторат островов Уоллис и Футуна».
В 1961 году статус был повышен до заморской территории («Territoire d'outre-mer»). В 2003 году Уоллис и Футуна стали заморским сообществом («Collectivité d'outre-mer»), но местные королевские полномочия были сохранены.